# Danny Bergara
Daniel Alberto Bergara de Medina (Montevideo, Uruguay, 24 de julio de 1942 - Londres, Inglaterra, 25 de julio de 2007) fue un futbolista y entrenador uruguayo. Jugaba de delantero y su primer club fue el Racing de Montevideo.

## Carrera como jugador
Comenzó su carrera en 1958 jugando para el Racing de Montevideo. Jugó para ese club hasta 1962. En ese año se fue a España para jugar en el RCD Mallorca. Jugó en el equipo hasta 1967. En ese año se fue al Sevilla FC, en donde estuvo hasta el año 1971. Aún se encuentra entre los mayores goleadores históricos del club. En ese año se fue al CD Tenerife, donde se retiró en 1972 por un problema en la rodilla.

## Familia
La familia Bergara es sinónimo de fútbol en el Racing de Montevideo. Sus hermanos Ignacio y Mario también fueron futbolistas.

## Carrera como entrenador
Tras su retiro, comenzó entrenando las divisiones juveniles del Luton Town, luego fue ayudante de campo de otros equipos, incluso de la primera división como el Sheffield United. Su buen desempeño lo llevó a integrar el equipo técnico de la selección de Inglaterra sub-20. Posteriormente, entrenó a la Selección de fútbol de Brunéi. 
Bergara fue el primer técnico extranjero de lengua materna no inglesa en dirigir un equipo en Inglaterra. Donde logró mayor éxito y donde hoy es leyenda es en el club Stockport County, que se encuentra en el Gran Mánchester. La tribuna principal del estadio del Stockport County lleva su nombre, "The Danny Bergara Stand". Hasta el día de hoy, cada vez que juega de local en el Edgeley Park ese equipo se iza la bandera uruguaya en honor a "Danny". Además, en el 2021, una calle cerca del estadio del Stockport County lleva también su nombre, la denominada Bergara Close.
En junio de 2021, la Cooperativa de seguidores del Stockport County y la organización Help the Hatters (Hatters, "Sombrereros", es el apodo de la gente del club) lanzaron una campaña de recaudación de fondos para encargar una estatua de bronce de Danny Bergara. La galardonada escultora radicada en Sussex, Hannah Stewart, fue elegida. El 8 de mayo de 2023, el embajador de Uruguay en el Reino Unido, César Rodríguez Zavalla, inauguró la estatua, que ahora se encuentra orgullosamente ubicada afuera de Cheadle End en Edgeley Park.

## Fallecimiento
Falleció en su casa el 25 de julio de 2007, un día después de cumplir los 65 años.

## Clubes como jugador
| Club                 | País    | Año       |
| -------------------- | ------- | --------- |
| Racing de Montevideo | Uruguay | 1958-1962 |
| R. C. D. Mallorca    | España  | 1962-1967 |
| Sevilla F. C.        | España  | 1967-1971 |
| C. D. Tenerife       | España  | 1971-1972 |

## Clubes como entrenador
| Club                          | País       | Año       |
| ----------------------------- | ---------- | --------- |
| Selección de fútbol de Brunéi | Brunéi     | 1987-1988 |
| Rochdale A. F. C.             | Inglaterra | 1988-1989 |
| Stockport County              | Inglaterra | 1989-1995 |
| Rotherham United              | Inglaterra | 1996-1997 |
| Doncaster Rovers              | Inglaterra | 1997      |
| Grantham Town                 | Inglaterra | 1998      |